# 艾拉妮絲·莫莉塞特
艾拉妮絲·納丁·莫莉塞特（英語：Alanis Nadine Morissette，1974年6月1日—），出生於加拿大渥太華，是一位美籍加拿大唱作人，也參演過一些電影、電視劇及舞台劇。她是女性搖滾樂的代表之一，創作的詞曲充滿對女性主義、父權社會等思考。至今一共獲得過7座葛萊美獎。
艾拉妮絲以童星及偶像歌手的身分在加拿大出道。1994年搬到美國洛杉磯，並開始嘗試創作搖滾樂。1995年首張國際發行的專輯《小碎藥丸》（Jagged Little Pill）是她的成名代表作，其中第一主打曲〈You Oughta Know〉充滿強烈情緒的歌詞與旋律，帶動了女力搖滾新勢力，使她被媒體稱為「第一憤怒女聲」。《小碎藥丸》在全球銷量破3300萬張，是史上銷量最高的唱片之一，艾拉妮絲也以這張專輯成為史上最年輕的葛萊美年度專輯獎得主，獲獎時年僅21歲；此紀錄直至14年後才被泰勒絲以20歲之齡獲獎打破。

## 音樂作品

### 錄音室專輯
- 1991：《Alanis》
- 1992：《Now is the Time》
- 1995：《Jagged Little Pill》
- 1998：《Supposed Former Infatuation Junkie》
- 2002：《Under Rug Swept》
- 2004：《So-Called Chaos》
- 2008：《Flavors Of Entanglement》
- 2012：《Havoc and Bright Lights》
- 2020：《Such Pretty Forks In The Road》

### 其他專輯
- 1998：《MTV Unplugged》（12首現場不插電演出）
- 2002：《Feast on Scraps》（8首未出版的歌曲和一首不插電版本，是《Under Rug Swept》的EP）
- 2005：《Jagged Little Pill Acoustic》（13首錄音室不插電）
- 2005：《The Collection》（1首新歌加17首精選）
- 2015：《Jagged Little Pill Deluxe Edition》（追加收錄10首demo）

## 外部連結
- 官方網站（页面存档备份，存于）
- 歌迷留言板 （页面存档备份，存于）